# یوآخیم کامراریوس

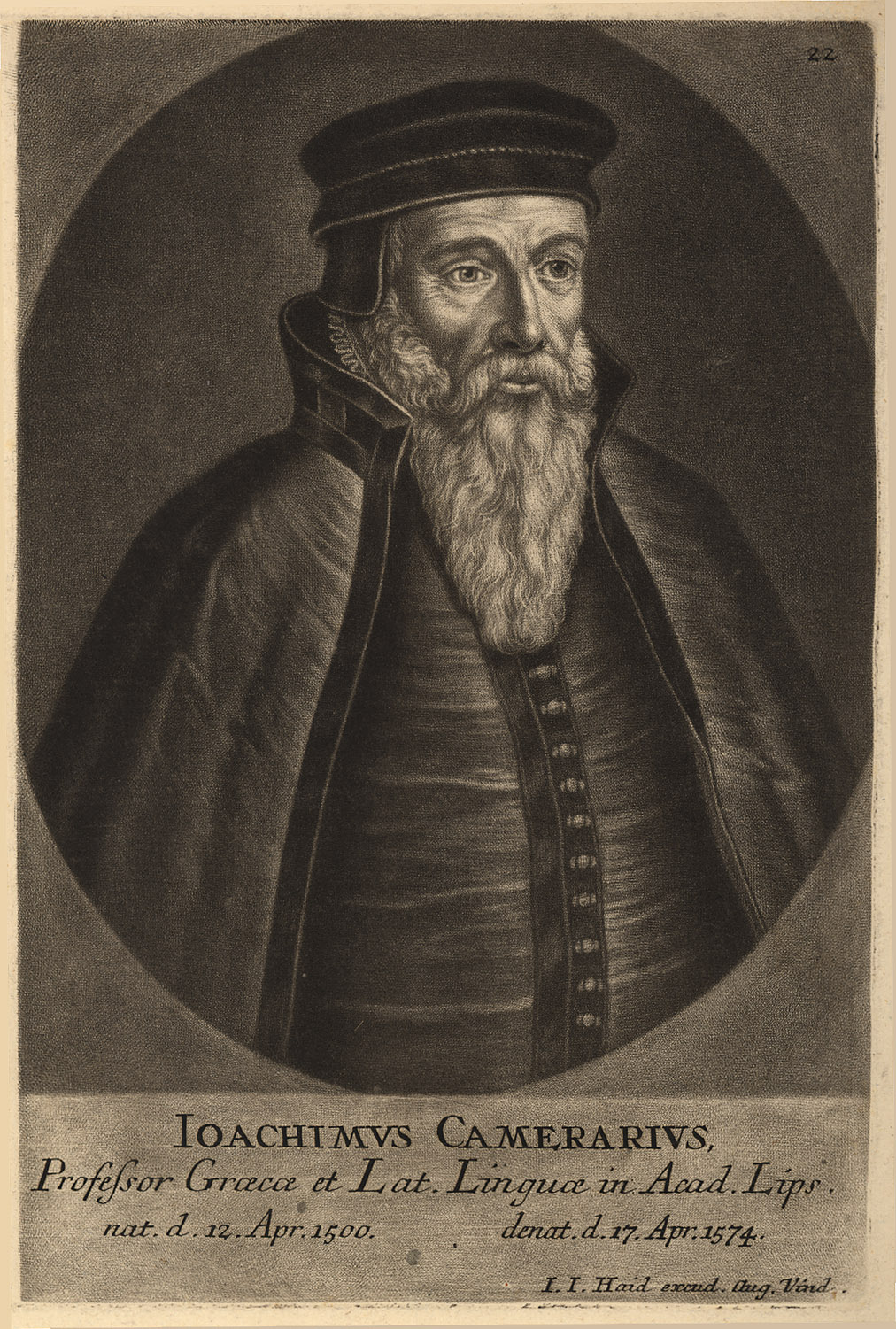
تصویر یوآخیم کامراریوس، قرن هیجدهم، حکاکی اثر: یوهان یاکوب هاید

یوآخیم کامراریوس، (زاده ۱۲ آوریل ۱۵۰۰ - درگذشته ۱۷ آوریل ۱۵۷۴)، محقق کلاسیک آلمانی بود.

## کارها
او آثار هرودوت، دموستن، کسنوفون، هومر، سوفوکل، لوثین، تئودورت، بطلمیوس،... و دیگر نویسندگان یونانی را به زبان لاتین ترجمه کرد. او بیش از ۱۵۰ اثر از جمله:کاتولوگ اسقف‌ها در مقر اصلی؛ رساله یونانی؛ گزارش سفرهای خودش؛ شعر لاتین؛ تفسیر پلوتس؛ رساله‌ای در سکه‌شناسی؛ اقلیدس در زبان لاتین، کتابی در اسب‌سواری؛ هیپوکامپ، زندگی هلیوس اوبانوس هسوس، جورج آنهالت و فیلیپ ملانچتن. کتاب او «نامه‌های دوستان» که بعد از مرگش منتشر شد، کتاب تاریخی با ارزشی در مورد زمان او است.
وی اولین نسخه چاپی «طالع‌بینی بطلمیوس» را در سال ۱۵۳۵ در چهار کتاب منتشر کرد